# Nørvøya
Nørvøya (ou Nørve) est une île du comté de Møre et Romsdal, en Norvège. C’est la plus grande des îles contenant le centre-ville d’Ålesund, les autres étant Aspøya et Hessa, situées à l’ouest. L’île de Nørvøya a une superficie de 5 kilomètres carrés. Elle est située au sud d’Ellingsøya, au nord de Sula et à l’ouest d’Oksenøya. En 2015, 9647 résidents vivaient sur l’île.
Le collège universitaire d’Ålesund, l’hôtel de ville, l’église Volsdalen et le stade de l’équipe de football locale « Aalesunds FK » sont situés sur Nørvøya. La colline Aksla, haute de 135 mètres, un endroit populaire d’où photographier la ville, est située dans la partie ouest de Nørvøya. La route européenne 136 longe le côté sud de l’île, la reliant aux autres îles d’Oksenøya (à l’est) et d’Aspøya (à l’ouest). Sur Nørvøya, l’autoroute E136 se connecte au tunnel d'Ellingsøy, un tunnel sous-marin qui relie Nørvøya au village de Hoffland sur Ellingsøya, au nord.